# (R)-3-ヒドロキシ酸エステルデヒドロゲナーゼ
(R)-3-ヒドロキシ酸エステルデヒドロゲナーゼ（(R)-3-ヒドロキシさんエステルデヒドロゲナーゼ、(R)-3-hydroxyacid-ester dehydrogenase; EC 1.1.1.279）は、以下の化学反応を触媒する酵素である。
エチル(R)-3-ヒドロキシヘキサン酸 + NADP+ {\displaystyle \rightleftharpoons } エチル3-オキソヘキサン酸 + NADPH + H+
すなわち、2つの基質　エチル(R)-3-ヒドロキシヘキサン酸（(R)-3-hydroxyhexanoate）とニコチンアミドアデニンジヌクレオチドリン酸（NADP+）から、3つの生成物としてエチル3-オキソヘキサン酸、還元型ニコチンアミドアデニンジヌクレオチドリン酸(NADPH)、水素イオン(H+)へと導く。
この酵素の組織名はエチル(R)-3-ヒドロキシヘキサン酸:NADP+ 3-オキシドレダクターゼ(ethyl-(R)-3-hydroxyhexanoate:NADP+ 3-oxidoreductase)である。この酵素は、3-オキソエステル(R)-リダクターゼ(3-oxo ester (R)-reductase)とも呼ばれる。
この酵素は酸化還元酵素に属し、特異的にCH-OH基に作用し、NADP+またはNAD+ を電子受容体とする。そして3-ヒドロキシヘキサン酸と同様に(R)-3-ヒドロキシ酪酸エステルや他の(R)-3-ヒドロキシ酸エステルをも基質とする。(R)-という表記はヒドロキシ基の立体配置が(R)-3-ヒドロキシヘキサン酸と相同であるという意味で置換基の優先順位がO-3>C-2>C-4であると仮定している。
この酵素は酵母の脂肪酸シンターゼ（EC 2.3.1.86）や脂肪酸CoAシンターゼのサブユニットでもある。